# Стеттен
Стеттен (фр. Stetten) — коммуна на северо-востоке Франции в регионе Гранд-Эст (бывший Эльзас — Шампань — Арденны — Лотарингия), департамент Верхний Рейн, округ Мюлуз, кантон Брёнстат. До марта 2015 года коммуна административно входила в состав упразднённого кантона Сирентс (округ Мюлуз).
Площадь коммуны — 4,32 км², население — 299 человек (2006) с выраженной тенденцией к росту: 338 человек (2012), плотность населения — 78,2 чел/км².

## Население
Численность населения коммуны в 2011 году составляла 331 человек, а в 2012 году — 338 человек.
| 1962 | 1968 | 1975 | 1982 | 1990 | 1999 | 2006 | 2008 | 2011 | 2012 |
| ---- | ---- | ---- | ---- | ---- | ---- | ---- | ---- | ---- | ---- |
| 206  | 191  | 200  | 214  | 248  | 274  | 299  | 297  | 331  | 338  |

Динамика населения:

## Экономика
В 2010 году из 199 человек трудоспособного возраста (от 15 до 64 лет) 163 были экономически активными, 36 — неактивными (показатель активности 81,9 %, в 1999 году — 75,0 %). Из 163 активных трудоспособных жителей работали 157 человек (81 мужчина и 76 женщин), 6 числились безработными (двое мужчин и 4 женщины). Среди 36 трудоспособных неактивных граждан 12 были учениками либо студентами, 15 — пенсионерами, а ещё 9 — были неактивны в силу других причин.
На протяжении 2011 года в коммуне числилось 122 облагаемых налогом домохозяйства, в которых проживало 322 человека. При этом медиана доходов составила 32882 евро на одного налогоплательщика.

## Достопримечательности (фотогалерея)

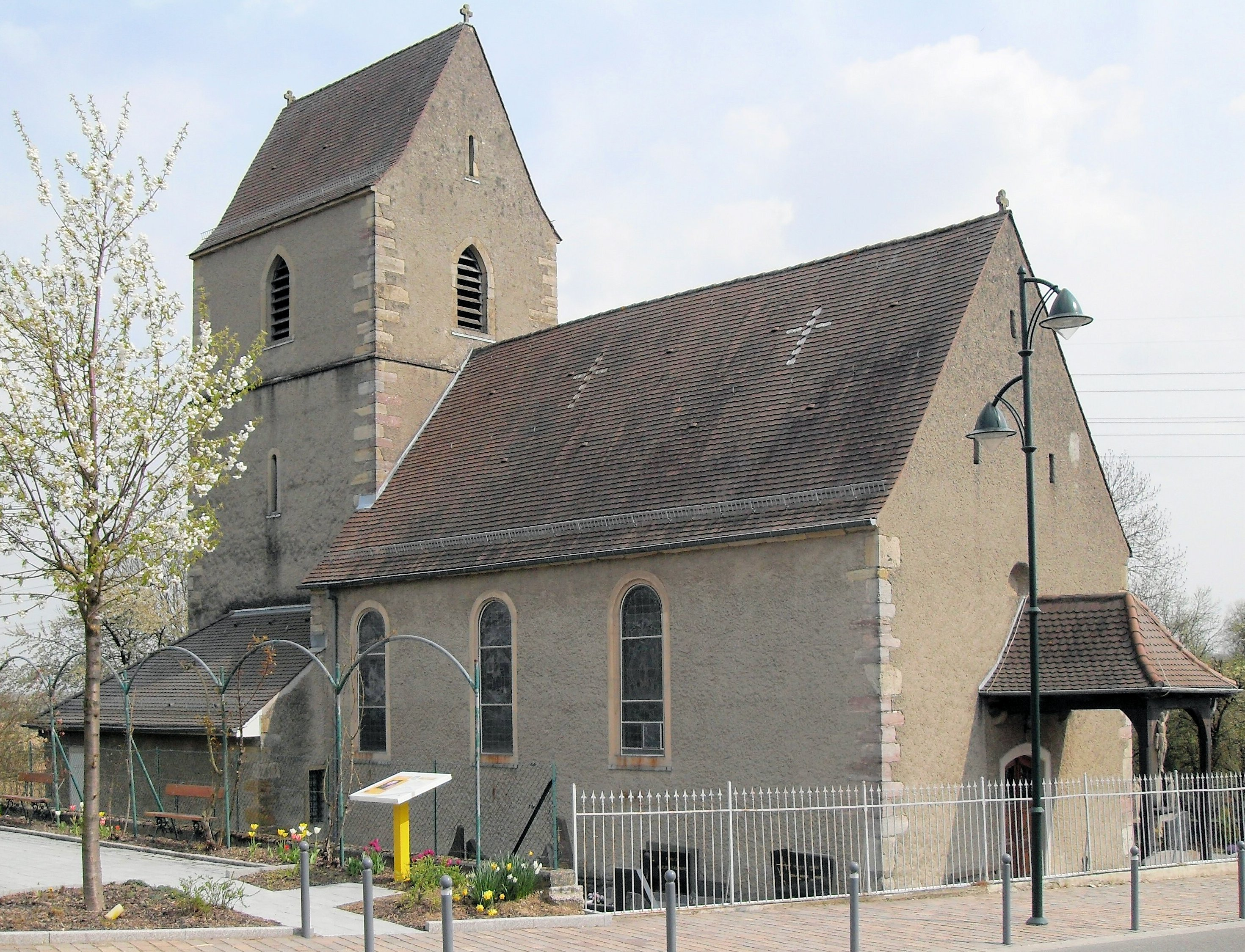
Церковь Святых Петра и Павла